# ㅓ
ㅓ(어)는 한글 낱자 중 열일곱째 글자이다.
현대 한국어에서는 중설모음, 평순모음, 음성모음, 단모음으로 분류한다. 국제 음성 기호로는 [ ʌ ](후설 비원순 중저모음-표준어), [ ə ](문화어(단음), 방언), [ ɜ ] (문화어(장음)), [ ɔ ](방언)이다.
《훈민정음해례》에서는 ㆍ와 ㅣ를 합해 만들었고, 그 소리를 ‘ㅡ’와 같지만 입을 벌린다고 설명하고 있다. 중세 한국어에서는 [ ə ]로 발음되었던 것으로 추정된다.

## 합자
- 중성 모음 ㅣ와 합쳐진 ㅔ(ㅓ+ㅣ)[e]
- 같은 음성 모음 ㅓ와 합쳐진 ㅝ(ㅜ+ㅓ)[wʌ]
- ㅓ와 ㅣ가 모두 합쳐진 ㅞ(ㅜ+ㅓ+ㅣ)[we]

## 코드 값
| 종류                  | 글자 | 유니코드 | HTML     |
| --------------------- | ---- | -------- | -------- |
| 한글 호환 자모 영역   | ㅓ   | U+3153   | &#12627; |
| 한글 자모 영역        | ᅟᅥ   | U+1165   | &#4453;  |
| 한양 사용자 정의 영역 |   | U+F811   | &#63505; |
| 반각                  | ￆ    | U+FFC6   | &#65478; |